# Чаша (созвездие)
Ча́ша (лат. Crater, Crt) — небольшое созвездие в южном небесном полушарии. Его название происходит от латинизации греческого krater, тип чаши, используемой для разбавления вина. Одно из 48 созвездий, перечисленных астрономом II века Птолемеем, оно изображает чашу, которая ассоциируется с богом Аполлоном и находится на спине гидры, водяной змеи.
В созвездии нет звезды ярче третьей звёздной величины. Две его самые яркие звезды, дельта Чаши с величиной 3,56 и альфа Чаши с величиной 4,07, представляют собой стареющие оранжевые звёзды-гиганты, которые холоднее и крупнее Солнца. Бета Чаши — двойная звёздная система, состоящая из белого гиганта и белого карлика. В семи звёздных системах находятся экзопланеты. Несколько примечательных галактик, включая Чаша 2 и NGC 3981, а также знаменитый квазар находятся в пределах границ созвездия.

## Мифология
В вавилонских каталогах звёзд, датируемых по крайней мере 1100 г. до н. э., звёзды Чаши, возможно, были включены вместе со звёздами Ворона в Вавилонском вороне (MUL.UGA.MUSHEN). Британский учёный Джон Х. Роджерс заметил, что соседнее созвездие Гидры означает Нингишзиду, бога подземного мира в вавилонском компендиуме MUL.APIN. Он предположил, что Ворон и Чаша (вместе с водной змеёй Гидрой) были символами смерти и обозначали врата в подземный мир. Ворон и Чаша также фигурируют в иконографии митраизма, которая, как считается, имела ближневосточное происхождение до того, как распространилась в Древней Греции и Риме.
Чаша отождествляется с историей из греческой мифологии, в которой ворон по поручению Аполлона отправляется за водой для возлияния, но задерживается, так как находит у источника смоковницу, на которой росли фиги, и ждёт, пока они созреют, чтобы их съесть. Через несколько дней он приносит в чаше водяную змею (гидру) и обвиняет её в том, что она каждый день выпивала всю воду из источника. Согласно мифу, Аполлон распознал обман и в наказание поместил ворона, чашу и змею в небо. Три созвездия были расположены таким образом, что ворон не мог пить из чаши и, следовательно, рассматривалось как предупреждение против непослушания богам.
Филарх писал о другом происхождении созвездия Чаши. По его сообщению, переданному в «Астрономии» Псевдо-Гигина, город Элеунт близ Трои был поражён чумой. Его правитель Демофонт послал за советом к оракулу Аполлона в Дельфы. Пифия ответила, что чума уйдёт, если каждый год будет приноситься в жертву Пенатам дева знатного рода. Демофонт приказал выбирать девушек по жребию, но не включил в жеребьёвку своих дочерей. Так продолжалось, пока один из знатных людей, Мастусий, не заявил, что его дочь не будет бросать жребий, если дочери царя не будут участвовать в жеребьёвке. Царь в гневе убил дочь Мастусия. Мастусий притворился, что смирился с этим, но позже убил дочерей Демофонта и напоил правителя смесью их крови и вина из чаши. Узнав об этом, царь приказал бросить Мастусия и чашу в море; место, где это произошло, было названо в честь Мастусия, а гавань получила название Чаши, впоследствии перенесённое астрономами на небо. Псевдо-Гигин передаёт ещё две версии происхождения этого созвездия. По версии Эратосфена, это кубок, который использовал Икар, показывая людям вино. По другой версии, это медная бочка, в которой братья-близнецы Алоады (От и Эфиальт) заточили Ареса и держали его там более года.

### В других культурах
В китайской астрономии звёзды Чаши расположены в созвездии Красной птицы Юга (南方 朱雀, Nán Fāng Zhū Què). На них изображены крылья Красной птицы, а также звёзды из Гидры Крыльев, Красной птицы. Крылья также обозначают 27-й лунный особняк. В качестве альтернативы Крылья изображают лучника-героя; его лук состоит из других звёзд Гидры. На Островах Общества Чаша была признана созвездием под названием Моана-оху-ноа-'эй-ха-а-моэ-хара («вихрь-океан-преступление в котором-проигрываешь»).

## Характеристики
Чаша занимает 282,4 квадратных градуса и, следовательно, 0,685 % неба, занимает 53-е место из 88 созвездий по площади. Граничит с Львом и Девой на севере, Вороном на востоке, Гидрой на юге и западе и Секстантом на северо-западе. Трёхбуквенное сокращение для созвездия, принятое Международным астрономическим союзом в 1922 году — «Crt». Официальные границы созвездий, установленные бельгийским астрономом Эженом Дельпортом в 1930 году, определены многоугольником из шести сегментов (показаны в информационном окне). В экваториальной системе координат координаты прямого восхождения этих границ лежат между 10ч 51м 14с и 11ч 56м 24с, а координаты склонения находятся в диапазоне от −6,66° до −25,20°. Её положение в южном небесном полушарии означает, что все созвездие видно наблюдателям к югу от 65° параллели северной широты.

## Особенности

### Звёзды
Немецкий картограф Иоганн Байер использовал греческие буквы от альфа до лямбда, чтобы обозначить самые выдающиеся звёзды в созвездии. Боде добавил больше, но используется сейчас только Пси Чаши. Джон Флемстид приводит список из 31 звёзд в Чаше и сегменте Гидры сразу под Чашей в обозначениях Флэмстида, назвав получившееся созвездие Hydra et Crater. Большинство этих звёзд находится в Гидре. Три самых ярких звезды — Дельта, Альфа и Гамма — образуют треугольник, расположенный рядом с более яркой звездой Ню Гидра в Гидре. В пределах созвездия есть 33 звезды ярче или равной видимой звёздной величине 6.5.
Дельта Чаши — самая яркая звезда в Чаше с звёздной величиной 3,6, расположена на расстоянии 163 ± 4 световых года от Солнца. Это оранжевая звезда-гигант спектрального класса K0III, которая в 1,0-1,4 раза массивнее Солнца. Стареющая звезда остыла и расширилась до 22.44 ± 0.28 радиуса Солнца. Она излучает энергии в 171.4 ± 9.0 раза больше Солнца из своей внешней оболочки при эффективной температуре 4,408 ± 57 K. Алькес традиционно называют «чашей», а основание чаши обозначается Альфа Чаши, оранжевая звезда со звёздной величиной 4,1, расположенная на расстоянии 141 ± 2 световых года от Солнца. По оценкам, масса её в 1,75 ± 0,24 раза больше массы Солнца, она исчерпала свой водород в ядре и расширилась до 13,2 ± 0,55 диаметра Солнца сияя в 69 раз большей светимости Солнца, а эффективная температура составляет около 4600 К.
Бета Чаши со звёздной величиной 4,5 является двойной звёздной системой, состоящей из белоснежной звезды-гиганта спектрального класса A1III и белого карлика спектрального класса DA1.4, 296 ± 8 световых лет от Солнца. Белый карлик, намного меньший по размеру, чем другая звезда, нельзя разрешить как отдельный объект даже с помощью космического телескопа Хаббла. Гамма Чаши — тоже двойная звезда, но обе компоненты которой можно рассмотреть в небольшие любительские телескопы. Первичная звезда — это белая звезда главной последовательности спектрального класса A7V, которая, по оценкам, в 1,81 раза массивнее Солнца, а вторичная — с величиной 9,6 — имеет 75 % массы Солнца и, вероятно, является оранжевым карликом. Двум звёздам требуется не менее 1150 лет, для обращения вокруг друг друга. Система находится на расстоянии 85,6 ± 0,8 световых лет от Солнца.
Эпсилон и Дзета Чаши отмечают край Чаши. Самая большая звезда в созвездии, для невооруженного глаза — Эпсилон чаши представляет собой эволюционировавшую звезду-гигант K-типа по звёздной классификации K5 III. Её масса примерно такая же, как у Солнца, но он увеличился в 44,7 раза от радиуса Солнца. Звезда излучает в 391 раз больше солнечной светимости. Она находится на расстоянии 366 ± 8 световых лет от Солнца. Дзета Чаши — двойная звёздная система. Главный компонент, компонент A, представляет собой эволюционировавшую звезду-гигант 4,95 звёздной величины и звёздной классификацией G8 III. Это звезда из красного сгущения, которая генерирует энергию за счёт синтеза гелия в её ядре. Дзета Чаши расширилась в 13 раз по сравнению с радиусом Солнца и её светимость в 157 раз превышает яркость Солнца. Вторичный, компонент B, имеет звёздную величину 7,84. Дзета Чаши является подтверждённым членом сверхскопления Сириус и кандидатом в члены Движущейся группы Большой Медведицы, совокупности звёзд, которые имеют схожее движение в пространстве и, возможно, когда-то были членами одного и того же рассеянного скопления. Система расположена в 326 ± 9 световых лет от Солнца.
Переменные звезды — популярные цели для астрономов-любителей, их наблюдения вносят ценный вклад в понимание поведения звёзд. Рядом с Алькесом находится R Чаши полуправильная переменная звезда типа SRb со спектральной классификацией M7. Она колеблется от 9,8 до 11,2 звёздной величины в течение 160 дней в оптическом диапазоне. Она находится на расстоянии 770 ± 40 световых лет от Солнца. TT Чаши — это катаклизматическая переменная; двойная система, состоящая из белого карлика размером с Солнце на близкой орбите с оранжевым карликом спектрального класса K5V. Две звезды обращаются друг вокруг друга за 6 часов 26 минут. Белый карлик снимает материю со своего спутника, образуя аккреционный диск, который периодически воспламеняется и извергается. Звёздная система имеет звёздную величину 15,9 в состоянии покоя и яркость до 12,7 во время взрыва. SZ Чаши — переменная звезда типа BY Дракона со звёздной величиной 8,5. Это близлежащая звёздная система, расположенная на расстоянии около 42,9 ± 1,0 светового года от Солнца и она является членом движущейся группы Большой Медведицы.
HD 98800, также известная как TV Чаши, представляет собой четвёрную звёздную систему возрастом около 7-10 миллионов лет, состоящую из двух пар звёзд, находящихся на близкой орбите. У одной пары есть остаточный диск, который содержит пыль и газ, вращающиеся вокруг обоих. Считается, что это протопланетный диск, расположенный на расстоянии от 3 до 5 астрономических единиц от звёзд. DENIS-P J1058.7-1548 — коричневый карлик, массивнее Солнца менее чем на 5,5 %. При температуре поверхности от 1700 до 2000 К он достаточно прохладен для образования облаков. Вариации его яркости в видимом и инфракрасном спектрах предполагают, что он имеет какую-то форму атмосферного облачного покрова.
HD 96167 — звезда в 1,31 ± 0,09 раза массивнее Солнца, которая, скорее всего, исчерпала свой водород в ядре и начала расширяться и остывать, превратившись в жёлтый субгигант диаметром 1,86 ± 0,07 раза больше, чем у Солнца, и с 3,4 ± 0,2 раза большей светимостью. Анализ его лучевой скорости показал, что у него есть планета с минимальной массой 68 % от массы Юпитера, которой требуется 498,9 ± 1,0 дня, для обращения вокруг звезды. Поскольку расстояние между орбитами колеблется от 0,38 до 2,22 астрономических единиц, орбита очень вытянута. Звёздная система находится на расстоянии 279 ± 1 световых лет от Солнца. HD 98649 — жёлтая звезда главной последовательности, классифицируемая как G4V, которая имеет ту же массу и диаметр, что и Солнце, но имеет только 86 % его светимости. В 2012 году долгосрочный (4951+607
−465 дней) спутник планеты, по крайней мере в 6,8 раз массивнее Юпитера, был обнаружен методом лучевых скоростей. Его орбита была рассчитана как облажающая высоким эксцентриситетом, отклоняющаяся на 10,6 астрономических единиц от звезды, и, следовательно, является кандидатом для получения прямых изображений. BD-10°3166 — металлическая оранжевая звезда главной последовательности спектрального класса K3.0V, удалённая от Солнца на 268 ± 10 световых лет. Было обнаружено, что у неё есть планета типа горячего Юпитера, имеющая минимальную массу 48 % от массы Юпитера, и ей требуется всего 3,49 дня, чтобы совершить полный оборот вокруг светила. WASP-34 — это солнечно-подобная звезда спектрального класса G5V, масса которой в 1,01 ± 0,07 раза больше массы и в 0,93 ± 0,12 раза больше диаметра Солнца. У него есть планета в 0,59 ± 0,01 раза массивнее Юпитера, со временем обращения 4,317 дня. Система удалена от Солнца на 432 ± 3 световых года.

### Объекты глубокого космоса
Карликовая галактика Чаша 2 — это галактика-спутник Млечного Пути расположенная примерно в 380 000 световых лет от Солнца. NGC 3511 — это спиральная галактика, видимая почти с ребра, её звёздная величина 11,0, расположенная в 2° к западу от Беты Чаши. На расстоянии 11 минут находится спиральная галактика с перемычкой NGC 3513. NGC 3981 — спиральная галактика с двумя широкими и возмущёнными спиральными рукавами. Она входит в группу NGC 4038, которая вместе с NGC 3672 и NGC 3887 являются частью группы из 45 галактик, известных как Облако Чаши в сверхскоплении Девы.
RX J1131 — квазар, расположенный в 6 миллиардах световых лет от Солнца. Чёрная дыра в центре квазара была первой чёрной дырой, вращение которой когда-либо измерялось напрямую. GRB 011211 — гамма-всплеск (GRB), обнаруженный 11 декабря 2001 года. Всплеск длился 270 секунд, что сделало его самым долгим всплеском, который когда-либо регистрировался рентгеновским астрономическим спутником BeppoSAX на тот момент. GRB 030323 длился 26 секунд и был обнаружен 23 марта 2003 г.

### Метеоритные дожди
Эта-Кратериды — слабый метеоритный дождь с радиантом возле звезды Эта Чаши, который происходит с 11 по 22 января, достигая максимума около 16—17 января.